# Budimir Lončar

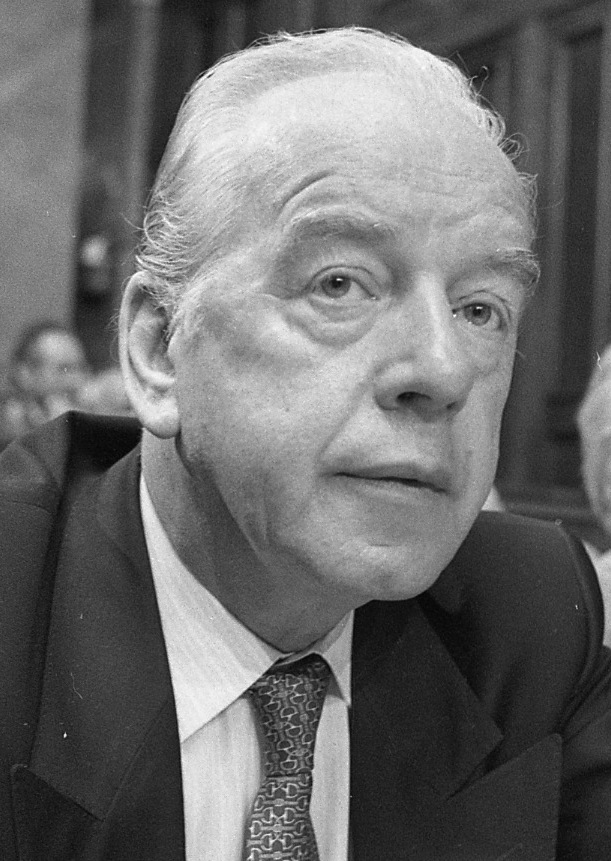
Budimir Lončar

Budimir Lončar (serbisch-kyrillisch Будимир Лончар; * 1. April 1924 in Preko bei Zadar; † 1. September 2024 ebenda) war ein jugoslawischer Politiker.

## Leben
Budimir Lončar schloss sich 1941 den Partisanen an und wurde 1943 Mitglied der Kommunistischen Partei. Ab 1950 war er Mitarbeiter des Außenministeriums, u. a. als Konsul in New York City und bei den Vereinten Nationen, als Botschafter u. a. in Indonesien, Malaysia und von 1973 bis 1977 in der Bundesrepublik Deutschland. Außerdem nahm er an zahlreichen Versammlungen der Bewegung der Blockfreien Staaten teil.
1984 wurde er stellvertretender Außenminister der Sozialistischen Föderativen Republik Jugoslawien, 1988 wurde er als Nachfolger von Raif Dizdarević Außenminister. Lončar unterstützte wirtschaftliche Reformen und strebte eine Mitgliedschaft seines Landes in der Europäischen Gemeinschaft an. Die Bundesregierung Jugoslawiens war jedoch ab 1990 nicht mehr in der Lage, sich gegen die nationalistischen Führungen der Republiken zu behaupten. Nach Beginn des Krieges trat er im Dezember 1991 zurück. Er wurde damals mit den Worten zitiert, er sei „der Nationalität nach Kroate, dem Bekenntnis nach Demokrat und Jugoslawe sowie, was meinen Wohnort angeht, Belgrader“.
Von UNO-Generalsekretär Boutros Boutros-Ghali wurde er im Dezember 1992 als Leiter des Informationsdienstes der Vereinten Nationen nach Wien berufen, wo er bis 1996 blieb. Ab 2004 war er als außenpolitischer Berater des kroatischen Präsidenten Stjepan Mesić und später seines Nachfolgers Ivo Josipović tätig. Er war Präsident des Diplomatischen Rates der Hochschule für Internationale Beziehungen und Diplomatie Zagreb.

## Schriften
- La Yougoslavie et le processus d’integration en Europe. In: Politique étrangère, Jahrgang 55 (Frühjahr 1990), ISSN 0032-342X, S. 83–91.